# Santiago de Mora-Figueroa y Williams
Santiago de Mora-Figueroa y Williams, IX Marquès de Tamarón (Jerez de la Frontera, Cadis, 18 d'octubre de 1941), és un diplomàtic i escriptor espanyol, ambaixador d'Espanya en el Regne Unit entre 1999 i 2004.

## Carrera
Llicenciat en Dret per la Universitat de Madrid, va ingressar a continuació a l'Escola Diplomàtica.
Va estar destinat en les ambaixades d'Espanya a Mauritània (1967-1970), França (1970-1974), Dinamarca (1975-1980) i el Canadà (1980-1981). A Madrid va ser director general del Gabinet del Ministre d'Afers exteriors i director adjunt de l'Escola Diplomàtica.
De 1988 a 1996 el Marquès de Tamarón va ser director del Centre d'Estudis de Política Exterior, fundació independent que després de la seva fusió amb el INCI va passar a denominar-se Institut de Qüestions Internacionals i Política Exterior (INCIPE). Va formar part de la Comissió Trilateral des de 1990 fins a 1996 i és membre del International Institute for Strategic Studies, amb seu a Londres, on també és membre d'honor de la Society of Dilettanti. És membre del Consell Científic del Real Institut Elcano d'Estudis Internacionals i Estratègics, així com de la Junta Directiva de l'Associació Atlàntica Espanyola.
Va ser així mateix director de l'Institut Cervantes de maig de 1996 a abril de 1999. Sota el seu mandat al capdavant de l'Institut es van començar a publicar les sèries L'espanyol al món, Anuaris de l'Institut Cervantes, anàlisis anuals de la situació de l'espanyol a nivell global, es va engegar el Centre Virtual Cervantes i l'Institut va obrir la seva delegació de la seva seu central a Madrid, que fins llavors es trobava exclusivament a la ciutat d'Alcalá d'Henares.
El marquès de Tamarón va ser nomenat ambaixador d'Espanya en el Regne Unit de Gran Bretanya i Irlanda del Nord el 30 de maig de 1999, i va comunicar la seva dimissió a la ministra d'Afers exteriors en funcions, Ana Palacio, en una carta datada el 18 de març de 2004, exposant el seu desacord amb elements fonamentals de la política exterior del futur Govern espanyol, tal com aquest l'ha exposat públicament. La mateixa li va ser acceptada pel Consell de Ministres al cap de poc més d'una setmana, el dijous 1 d'abril.
Al novembre de 2006 va ser nomenat vicepresident de la Secció Espanyola del Comitè Hispà-Nord-americà, on va cessar al juliol de 2011. Abans de jubilar-se, va passar els últims mesos destinat a petició pròpia en la Direcció de Relacions Culturals i Científiques, on havia iniciat la seva carrera en 1966. A l'octubre de 2011, en complir 70 anys, es va jubilar com a ministre plenipotenciari. Però el 27 de juliol de 2012 va ser nomenat Ambaixador d'Espanya per a la Diplomàcia Cultural, càrrec que va mantenir fins que va cessar, a petició pròpia i agraint-se-li els serveis prestats, el 27 de gener de 2017.
El marquès és comendador de la Real Orde de Carles III, comendador de l'Orde de Dannebrog de Dinamarca, comendador de l'Orde al Mèrit d'Alemanya i Gran Creu al Mèrit Naval espanyol.

## Obres
Assajos:
- El guirigay nacional. Miñón, Valladolid, 1988. ISBN 84-355-0851-X
- El guirigay nacional. Ensayos sobre el habla de hoy. Edición corregida y ampliada, con prólogo de Amando de Miguel. Áltera, Barcelona, 2005. ISBN 84-89779-83-X
- El siglo XX y otras calamidades. JLR, Jerez de la Frontera, 1993. ISBN 84-604-6666-3
- El siglo XX y otras calamidades. Edición corregida y ampliada, con prólogo de Fernando Ortiz. Pre-Textos, Valencia, 1997. ISBN 84-8191-141-0
- El peso del español en el mundo (Director). Universidad de Valladolid- Fundación Duques de Soria, Valladolid, 1995. ISBN 84-7762-547-6
- El avestruz, tótem utópico. Villanueva Centro Universitario - Ediciones Encuentro, Madrid, 2012. ISBN 978-84-9920-169-6.

Relats:
- Pólvora con aguardiente. Argos Vergara, Barcelona, 1983. ISBN 84-7178-716-4
- Trampantojos. Mondadori, Barcelona, 1990. ISBN 84-397-1653-2

Novel·la:
- El rompimiento de gloria. Pre-Textos, Valencia, 2003. ISBN 84-8191-504-1
- El rompimiento de gloria. Nueva edición corregida y aumentada. Áltera, Madrid, 2012. ISBN 978-84-96840-46-1

## Activitat pública
El marquès de Tamarón ha estat col·laborador de la tertúlia literària de Fernando Sánchez Dragó en Telemadrid, as noches blancas. Les seves contribucions en ABC i altres periòdics sobre l'ús de l'idioma per part de polítics i altres personatges públics estan recollides en El guirigay nacional. Sobre el paper internacional de la llengua espanyola ha escrit assajos com l'introductori del pes de l'espanyol al món. Al segle xx i altres calamitats reuneix assajos publicats en la Revista de Occidente, en Nueva Revista i en altres mitjans impresos. Un d'ells, «Ciències, argots i llenguatge», va aparèixer plagiat per Alfredo Bryce Echenique i publicat en una desena d'articles. El medi ambient és un altre tema freqüent en els seus articles. En 2006 va començar a promoure una iniciativa per a la protecció de la serra de Guadarrama juntament amb Carmen Roney i diverses personalitats com Antonio Mingote, Juan-Luis Arsuaga, Pío Cabanillas, Baltasar Garzón, Luis Alberto de Conca o Eduardo García de Enterría.

## Matrimoni i fills
Es va casar en Anet el 25 de juny de 1966 amb Isabel de Yturbe i de Leusse (París, 8 de maig de 1943 -), de qui ha tingut dos fills:
- Diego de Mora-Figueroa e Yturbe (Cádiz, 13 de noviembre de 1967 -)
- Dagmar de Mora-Figueroa e Yturbe (París, 29 de octubre de 1973 -)